# Ixodes himalayensis
Ixodes himalayensis este o specie de căpușe din genul Ixodes, familia Ixodidae, descrisă de Dhanda și Chintamani R. Kulkarni în anul 1969. Conform Catalogue of Life specia Ixodes himalayensis nu are subspecii cunoscute.